# Mark L. Lester
Ne doit pas être confondu avec l'acteur britannique Mark Lester
Pour les articles homonymes, voir Lester.
Mark L. Lester est un producteur, réalisateur et scénariste américain, né le 26 novembre 1946 à Cleveland, dans l'Ohio (États-Unis).

## Filmographie

### comme réalisateur
- 1971 : Twilight of the Mayas
- 1973 : La Bombe humaine (en) (Steel Arena)
- 1974 : Ça cogne et ça rigole chez les routiers (en) (Truck Stop Women)
- 1975 : White House Madness (en)
- 1976 : Bobbie Jo and the Outlaw
- 1977 : Les Risque-tout (Stunts)
- 1979 : L'Or des amazones (en) (Gold of the Amazon Women), téléfilm
- 1979 : Les Challengers (Roller Boogie)
- 1982 : Class 1984 (Class of 1984)
- 1984 : Firestarter
- 1985 : Commando
- 1986 : Armé et dangereux (Armed and Dangerous)
- 1990 : Class of 1999
- 1991 : Dans les griffes du Dragon rouge (Showdown in Little Tokyo)
- 1993 : Extreme Justice (en)
- 1994 : Désigné pour tuer (en) (Night of the Running Man)
- 1996 : Public Enemies
- 1997 : Double Take
- 1997 : The Ex
- 1998 : L'Enfant du mal (en) (Misbegotten)
- 1999 : Camp de base (The Base) (vidéo)
- 1999 : Tueur en cavale (en) (Hitman's Run)
- 2000 : Blowback
- 2000 : Sacrifice (en), téléfilm
- 2000 : Guilty as Charged, téléfilm
- 2002 : Piège sur Internet (Stealing Candy)
- 2003 : Trahisons (Lady Jayne: Killer)
- 2003 : Ruée vers la blanche (en) (White Rush)
- 2005 : Ptérodactyles (Pterodactyl), téléfilm
- 2013 : Poseidon Rex

### comme producteur
- 1971 : Tricia's Wedding, court-métrage
- 1973 : La Bombe humaine (en) (Steel Arena)
- 1974 : Ça cogne et ça rigole chez les routiers (en) (Truck Stop Women)
- 1975 : White House Madness (en)
- 1976 : Bobbie Jo and the Outlaw
- 1981 : Massacres dans le train fantôme (The Funhouse)
- 1982 : Class 1984 (Class of 1984)
- 1990 : Class of 1999
- 1991 : Les Justiciers de Little Tokyo (Showdown in Little Tokyo)
- 1994 : Désigné pour tuer (en) (Night of the Running Man)
- 1996 : Public Enemies
- 1997 : Double Take
- 1997 : The Ex
- 1998 : L'Enfant du mal (en) (Misbegotten)
- 1999 : Camp de base (The Base) (vidéo)
- 1999 : Tueur en cavale (en) (Hitman's Run)
- 2000 : Blowback
- 2000 : Sacrifice (en), téléfilm
- 2000 : Guilty as Charged, téléfilm
- 2001 : Instinct to Kill
- 2002 : Piège sur Internet (Stealing Candy)
- 2002 : Bad Karma
- 2002 : The Wisher
- 2003 : Trahisons (Lady Jayne: Killer)
- 2003 : Ruée vers la blanche (en) (White Rush)
- 2005 : Ptérodactyles (Pterodactyl), téléfilm
- 2006 : Day of Wrath
- 2007 : Wraiths of Roanoke, téléfilm

### comme scénariste
- 1973 : La Bombe humaine (en) (Steel Arena)
- 1974 : Ça cogne et ça rigole chez les routiers (en) (Truck Stop Women)
- 1982 : Class 1984 (Class of 1984)
- 2002 : Piège sur Internet (Stealing Candy)